# 1818
Cette page concerne l'année 1818 (MDCCCXVIII en chiffres romains) du calendrier grégorien.
L'année 1818 est une année commune qui commence un jeudi.

## Événements

### Afrique
- 28 janvier : départ de Saint-Louis de Gaspard Théodore Mollien[1]. Il explore le Sénégal et la Gambie : il traverse le Fouta-Djalon avec un âne et un interprète peul et revient par la Guinée portugaise, épuisé par les maladies tropicale, mais riche de renseignements ethnographiques et topographiques. Il est de retour Saint-Louis le 15 janvier 1819.

- 21 mars : l’armée animiste de Da Diarra, roi de Ségou, est mise en déroute à Noukouma par les troupes d’Amadou Hammadi Boudou qui mettent fin à la puissance bambara au Macina[2]. Début du royaume Peul du Macina (fin en 1861) : Amadou se proclame indépendant et conclut une alliance avec le roi du Sokoto Usman dan Fodio, qui lui accorde le titre de cheikh et qui approuve la guerre sainte menée contre les Bambara animistes (1810 ou 1818). Amadou Cheikhou, qui a installé sa nouvelle capitale à Handallahi (1821), chasse les ardo (chefs) peul animistes restés fidèles au roi bambara puis occupe Djenné[3].

- Avril : victoire des Zoulou sur les Ndwandwe à la bataille de Gqokli Hill[4].
  - Dingiswayo, roi des Mthethwa, est capturé et mis à mort par Zwide, chef des Ndwandwe, à la fin de 1817 ou au début de 1818. Chaka prend la tête des Mthethwa privés de chef et se retourne contre Zwide, qui est battu[5]. Début du royaume Zoulou (fin en 1829[6]).
- 15 avril : loi interdisant la traite négrière dans les colonies françaises[7].

- Juin : bataille d’Amalinda[8]. Début de la cinquième guerre cafre, dirigée par le prophète xhosa Makana (en), dit Nxele (« le Gaucher », 1780-1819), qui est arrêté après le siège de Grahamstown avec 10 000 de ses fidèles (avril 1819) puis tué lors d’une tentative d’évasion du pénitencier de Robben Island.

- Début du règne de Ghézo, roi d’Abomey à la suite d’un coup d’État qui destitue son prédécesseur Adandozan (fin en 1858). Le trafiquant brésilien d’esclaves Francisco Félix de Sousa obtient le poste de gouverneur de Ouidah et l’administration de la traite[9].
- Rébellion des Berbères au Maroc. Les armées du sultan sont vaincus à plusieurs reprises. Le campement de Mulay Slimane est pillé dans le Tadla[10].

- Introduction du giroflier à Zanzibar[11]. Ses cours augmentent régulièrement avant de s’effondrer à partir de 1845.

### Amérique
- 10 février : l'île de Cuba obtient la liberté de commerce[12].

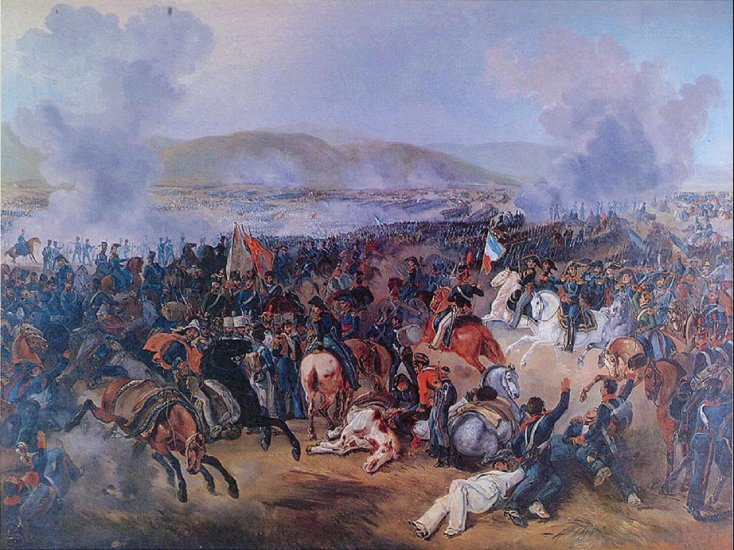
5 avril : bataille de Maipú

- 12 février : indépendance du Chili proclamée par O'Higgins, assurée après la bataille de Maipú le 5 avril. O'Higgins devient le premier président du Chili (fin en 1823)[13]. Il impose facilement un État centralisé et autoritaire.

- 16 mars, campagne du Centre : défaite des patriotes vénézueliens de Simón Bolívar à la bataille de La Puerta[14].

- 1er avril : Jean Pierre Boyer succède à Alexandre Pétion, décédé le 29 mars, comme président de la république d'Haïti[15], mais son autorité ne s'exerce en réalité que sur la partie méridionale du pays.
- 4 avril : le Congrès adopte le drapeau des États-Unis[16].

- 3 mai : départ des Shetland d’une expédition arctique de John Roos à la recherche d’un passage nord-ouest. Les explorateurs britanniques William Edward Parry et John Franklin y participent. Elle est de retour en Angleterre (Grimsby) le 14 novembre[17].
- 11 mai : contrat passé entre le Brésil et la Suisse (Canton de Fribourg) par l’intermédiaire de Louis-Nicolas Gachet : 2 000 colons helvétiques seront transportés au frais du gouvernement de Rio de Janeiro et créeront la colonie de Nova Friburgo, près de Rio (ratifié par le roi Jean VI le 16 mai)[18]. Un autre contrat passé avec Naples pour l’envoi de 2 000 siciliens échoue, les Italiens voulant profiter de l’occasion pour se débarrasser de leurs vagabonds et de leurs prisonniers de droit commun[19].
- 24 mai : prise de Pensacola (Floride) par le général Jackson qui dépose le gouvernement espagnol[20].

- 15 septembre : victoire des insurgés mexicains à la bataille d'El Tamo[21].
- 30 septembre : victoire des insurgés mexicains à la bataille de Cerro de Barrabás[21].

- 20 octobre : traité entre les États-Unis et la Grande-Bretagne fixant la frontière au nord-ouest sur le 49e parallèle depuis le lac des Bois jusqu’aux Rocheuses. L’Oregon est ouvert à la fois à la colonisation anglaise et américaine[22].

- 3 décembre : l'Illinois devient le 21e État des États-Unis[23]. Il donne la majorité aux États anti-esclavagistes.

### Asie
- 1er janvier et 20 février : les Britanniques écrasent les Marathes qui avaient tenté de s’en prendre à leurs intérêts au Bengale, à Koregaon (en) et à Ashti[24]. Chaque dynastie Marathe se voit attribuer un territoire très réduit, tandis que le reste constitue la « présidence de Bombay ».

- 22 mars : Sir Raffles arrive à Bencoolen (Bengkulu) au sud-ouest de Sumatra, capitale des établissements britanniques en Insulinde, dont il a été nommé gouverneur le 15 octobre 1817[25]. Il refuse de céder Padang aux Hollandais, occupe Palembang, s’efforce de tenir les positions stratégiques du détroit de la Sonde, assaille le gouvernement de ses protestations de ce qu’il considère comme une trahison des intérêts coloniaux du Royaume-Uni.

- Avril : début de l'Ère Bunsei au Japon (fin en décembre 1829)[26].

- 23 mai : édition du premier journal en Bengali en Inde[27].

- 2 juin : le Sikh Ranjit Singh prend Multan[28]. Les Sikhs font la conquête du Cachemire (1819).

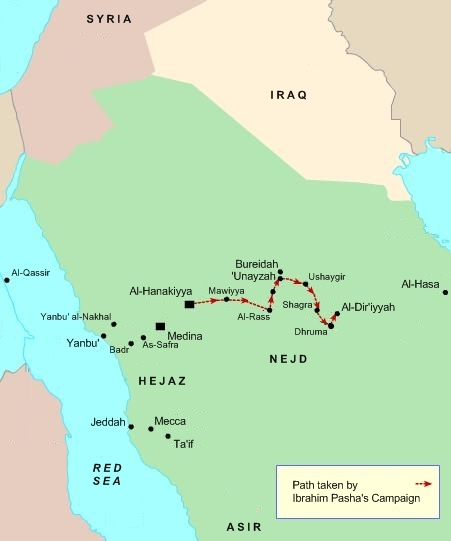
Campagne d'Ibrahim Pacha dans le Nejd (1817-1818)

- 11 septembre : Ibrahim Pacha s’empare de Diri’a, capitale de l’émir wahhabite du Nejd, après huit mois de siège. L’oasis est ravagée, l’émir ‘Abd Allah, arrêté, sera exécuté à Constantinople. Les Ottomans occupent le Nejd (fin en 1822). Les armées de Mohamed-Ali rentrent en Égypte après avoir abattu le premier état wahhababite (1818-1820)[29].

### Europe
- 22 janvier (Portugal) : fondation du Sinédrio par un magistrat de Porto[30]. La société se donne notamment pour objectif « d’observer l’opinion publique et l’évolution des événements, d’être attentif aux nouvelles en provenance de l’Espagne voisine… ». Elle gagne à ses vues l’armée, humiliée par sa situation de subordination aux alliés britanniques.

- 5 février : début du règne de Charles XIV (Jean-Baptiste Jules Bernadotte), roi de Suède[31] (fin en 1844).
- Février, Russie : plan de libération des serfs d’Araktcheïev[32].

- 27 mars (15 mars du calendrier julien) : le premier Sejm (assemblée) du royaume de Pologne s’ouvre dans un climat de confiance entre le tsar et les Polonais[33]. Alexandre Ier de Russie promet la libéralisation de la vie politique et des liens étroits entre le royaume et les gubernias russes ex-polonaises. L’espoir d’une réunification renaît, mais les conservateurs, qui dominent l’assemblée, imposent le rétablissement de la censure en 1819[34].

- 1er avril : création d’une société de charité par le roi Guillaume Ier des Pays-Bas à l'initiative du général Johannes van den Bosch (Maatschappij van Weldadigheid)[35].
- 15 avril : ouverture du Musée national de Prague sur l’initiative du comte Stenberg et du grand burgrave[36].

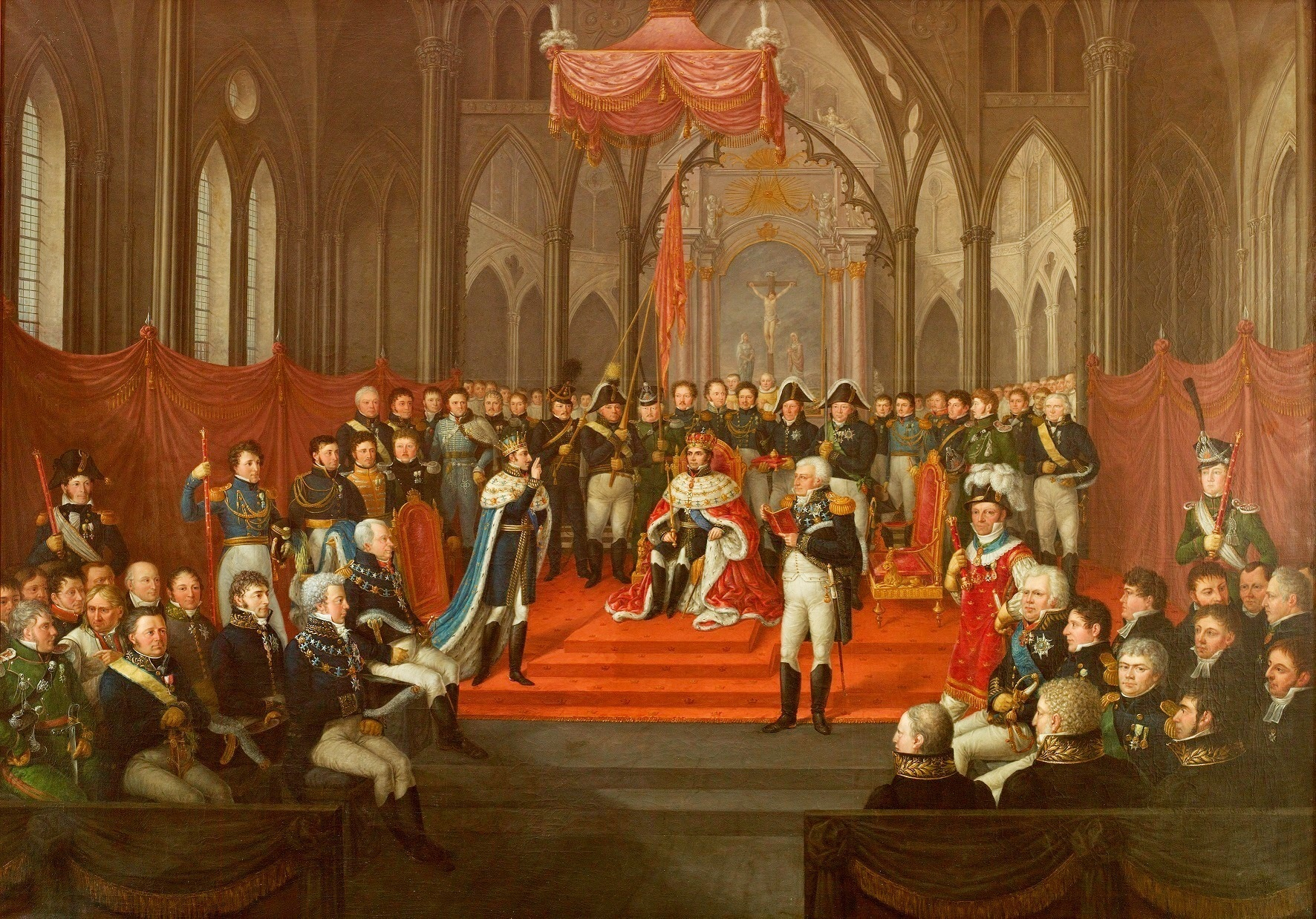
7 septembre : couronnement de Charles XIV Jean de Suède à Nidaros. Sous son règne (1818-1844), les royaumes unis de Suède et de Norvège connaissent un essor considérable sur les plans économiques, politique et culturel.

- 11 mai : couronnement de Charles XIV Jean de Suède à Stockholm[37].
- 26 mai :
  - Abolition des droits de douanes intérieures en Prusse[38], mesure préconisée par le conseiller économique de Frédéric-Guillaume III de Prusse, Karl Georg Maassen.
  - Constitution d’inspiration libérale en Bavière. Les deux Chambres obtiennent le vote des impôts et le droit de pétition, garantie la liberté des cultes. Le souverain reste tout puissant[39].

- 22 août : le Bade se dote d'une constitution[40]. Le servage est aboli.

- 7 septembre : couronnement de Charles III, roi de Norvège à Nidaros[37].
- 29 septembre - 21 novembre : congrès d’Aix-la-Chapelle[41]. Il met fin à l’occupation de la France et lui reconnaît un statut de grande puissance en l’intégrant dans la Sainte-Alliance.

- En Russie, l’Union du salut devient l’Union du bien public (Sojuz Blagodenstvija)[42].

## Naissances en 1818
- 6 janvier : Édouard Huberti, peintre belge († 12 juin 1880).
- 12 janvier : Jules-Antoine Duvaux, peintre et dessinateur français († 6 juillet 1884).
- 25 janvier : Théodore Mozin, compositeur français († 16 novembre 1850).
- 30 janvier : Artúr Görgey, homme d'État et militaire hongrois († 21 mai 1916).

- 6 février : Henry Litolff, pianiste virtuose et compositeur français († 6 août 1891).
- 12 février : Luigi Sabatelli, peintre italien († 5 mai 1899).
- 16 février : « El Salamanquíno » (Julián Casas del Guijo), matador espagnol († 14 août 1882).
- 21 février : Eugène Delaporte, musicien français († 21 février 1886).
- 23 février : Antonio Fontanesi, peintre et graveur italien († 17 avril 1882).

- 13 mars : « El Chiclanero » (José Redondo Rodríguez), matador espagnol († 28 mars 1853).
- 26 mars : Alexandre-René Chaussegros de Léry, seigneur, avocat et homme politique canadien († 19 décembre 1880).
- 29 mars : Consalvo Carelli, peintre italien († 2 décembre 1900).

- 1er avril : Damien Marchesseault, homme politique américain d'origine canadienne française († 20 janvier 1868).
- 3 avril : Jean-François Portaels, peintre belge († 8 février 1895).
- 4 avril : Carl Steffeck, peintre allemand († 11 juillet 1890).
- 8 avril : Christian IX, roi de Danemark († 29 janvier 1906).
- 28 avril : Louis Laurent-Atthalin, peintre aquarelliste français († 27 avril 1893).

- 4 mai : Raymond Balze, peintre et pastelliste français († 26 février 1909).
- 5 mai : Karl Marx, philosophe, économiste et homme politique allemand († 14 mars 1883).
- 7 mai : Félix Brissot de Warville, peintre français († 26 juin 1892).
- 16 mai : Christian Theodor Overbeck, homme politique allemand († 23 mars 1880).
- 20 mai : « Cúchares » (Francisco Arjona Herrera), matador espagnol († 4 décembre 1868).

- 16 juin : Filippo Palizzi, peintre italien († 11 septembre 1899).
- 17 juin : Charles Gounod, compositeur français († 18 octobre 1893).
- 18 juin : Armand Leleux, peintre français († 1er juin 1885).
- 25 juin : Friedrich Alexander von Bismarck-Bohlen, général prussien de cavalerie et homme politique allemand († 9 mai 1894).

- 11 juillet : William Edward Forster, industriel et homme politique britannique († 6 avril 1886).
- 24 juillet : Félix Godefroid, harpiste et compositeur belge († 12 juillet 1897).
- 25 juillet : Johann Jakob von Tschudi, diplomate, explorateur et naturaliste suisse († 8 octobre 1889).
- 28 juillet : Hubert Clerget, peintre et lithographe français († 4 mars 1899).
- 30 juillet : Emily Brontë, écrivain britannique († 19 décembre 1848).

- 2 août : Jean-Adolphe Beaucé, peintre français († 13 juillet 1875).
- 7 août : Gabriel Charavay, éditeur, libraire et homme politique († 22 mai 1879).

- 9 septembre : Jules Richomme, peintre de paysage, de genre et d'histoire français († 16 octobre 1903).
- 12 septembre : Theodor Kullak, pianiste, compositeur et professeur de musique polonais († 1er mars 1882).
- 25 septembre : Alphonse Colas, peintre français († 11 juillet 1887).

- 7 octobre : Narcisse Salières, peintre et illustrateur français († 28 mars 1908).
- 10 octobre : Félix Robiou, historien et universitaire français († 30 janvier 1894).
- 13 octobre : Eugène Ernest Hillemacher, peintre français († 3 mars 1887).
- 18 octobre : Francis Stacker Dutton, explorateur et homme politique britannique († 25 janvier 1877).

- 5 novembre : Pedro Parraga, matador espagnol († 15 octobre 1859).
- 9 novembre : Ivan Tourgueniev, écrivain russe († 3 septembre 1883).
- 11 novembre : Anna Deybel, chanteuse et compositrice polonaise († 11 février 1900).
- 23 novembre : József Szlávy, homme d'État hongrois († 8 août 1900).
- 26 novembre : Louis Lacombe, pianiste et compositeur français († 30 septembre 1884).

- 2 décembre[43] : Sophie de Castellane, écrivaine française († 25 décembre 1904).
- 21 décembre : Amélie d'Oldenbourg, princesse d'Oldenbourg puis, par son mariage, reine de Grèce († 20 mai 1875).
- 23 décembre : Michele Novaro, compositeur et patriote italien († 20 octobre 1885).
- 24 décembre :
  - Fulvia Bisi, peintre italienne († 15 juillet 1911).
  - James Prescott Joule, physicien britannique († 11 octobre 1889).
- 25 décembre : Charles Jalabert, peintre français († 8 mars 1901).

- Date précise inconnue :
  - Arthur Macalister, homme politique britannique († 23 mars 1883).
  - Khachig Oskanian, écrivain et journaliste arménien († 1900).
  - Adolphe Perrot, peintre français († 9 mai 1887).
  - Juan Saá, militaire et homme politique argentin († 1884).
  - Mikhaïl Sajine, peintre paysagiste russe († 1885).
  - Pavle Simić, peintre serbe († 17 janvier 1876).

## Décès en 1818
- 5 janvier : Marcello Bacciarelli, peintre italien (° 16 février 1731).

- 13 février : Paul Liu Hanzuo, prêtre catholique chinois, martyr, saint.
- 28 février : Anne Vallayer-Coster, peintre française (° 21 décembre 1744).

- 20 mars : Johann Nikolaus Forkel, organiste et historiographe de la musique allemand (° 22 février 1749).
- 29 mars : Alexandre Pétion, militaire et dirigeant haïtien (° 2 avril 1770).

- 8 avril : Juan José Carrera, militaire et patriote chilien (° 26 juin 1782).
- 18 avril : Friedrich Ludwig Karl Finck von Finckenstein, chef de gouvernement prussien (° 18 février 1745).

- 14 mai : Matthew Gregory Lewis, romancier, dramaturge et poète britannique, auteur de romans noirs (° 9 juillet 1775).
- 21 mai : Juan de Osuna, prêtre jésuite et publiciste espagnol (° 15 janvier 1745).
- 26 mai : Manuel Rodríguez Erdoíza, officier, avocat et homme politique chilien (° 27 février 1785).

- 4 juin : Egbert van Drielst, peintre néerlandais (° 12 mars 1745).
- 6 juin : Jean-Baptiste Massieu, religieux et homme politique français, député du clergé du bailliage de Senlis aux États généraux, Évêque constitutionnel du département de l'Oise (° 17 septembre 1743).

- 6 juillet : Jean Henri Dombrowski, général polonais de la Révolution française (° 29 août 1755).
- 11 juillet : Jean-Joseph Patu de Rosemont, peintre français (° 1767).
- 26 juillet : Alphonse Hubert de Latier de Bayane, cardinal et duc français (° 30 octobre 1739).
- 28 juillet : Gaspard Monge, mathématicien français inventeur de la géométrie descriptive (° 9 mai 1746).

- 22 août : Warren Hastings, homme politique britannique, premier Gouverneur général des Indes (° 6 décembre 1732).
- 30 août : Casimiro Gómez de Ortega, médecin, pharmacien et botaniste espagnol (° 4 mars 1741).

- 24 octobre : Étienne Hubert de Cambacérès, cardinal français, archevêque de Rouen (° 11 septembre 1756).

- Date inconnue:
  - Julián de Leyva, fonctionnaire et homme politique espagnol puis argentin (° 1749).
  - Ivan Pratch, compositeur bohémien (° vers 1750).